# 新瓜塔波兰加
新瓜塔波兰加是巴西圣保罗州的一个市镇。总面积34.116平方公里，总人口2101人，人口密度61.6人/平方公里。